# Henri Duveyrier
Henri Duveyrier (Parigi, 1840 – Sèvres, 1892) è stato un esploratore francese.
Allievo di Heinrich Leberecht Fleischer, dopo un sopralluogo (1857) in Algeria, intraprese (1859-1861) un lungo viaggio attraverso le più importanti città nordafricane come Ghat e Tripoli. Si suicidò a soli 52 anni.

## Opere
- Henri Duveyrier, Exploration du Sahara: Les Touaregs du Nord. Paris 1864.
- Henri Duveyrier, Sahara algérien et tunisien. Journal de voyage. Hg. v. C. Maunoir u. H. Schirmer. Algier 1905.
- Henri Duveyrier, Journal d'un voyage dans la province d'Alger. Paris, Éditions des Saints Calus, 2006.